# Meriania phlomoides
Meriania phlomoides là một loài thực vật có hoa trong họ Mua. Loài này được (Triana) Almeda mô tả khoa học đầu tiên năm 1993.